# اوقتای شیرعلی‌اف
اوقتای شیرعلی‌اف (ترکی آذربایجانی: Oqtay Şirəliyev Kazım oğlu) سیاستمدار اهل جمهوری آذربایجان است. وی ریاست وزارت بهداشت این کشور را به عهده دارد.

## زندگی‌نامه
اوقتای شیرعلی‌اف در سال ۱۹۵۰ زاده شد. وی از دانشگاه علوم پزشکی آذربایجان دانش‌آموخته گردید. بعد دکتری علوم طب را در موسکو ازان خود نمود. وی در سال ۱۹۸۸ به زمامداری مرکز دولتی تشخیص پزشکی رسید که تا ۱۷ سال دیگر در این سمت باقی ماند.

## کارنامه سیاسی
در ۲۰ اکتبر سال ۲۰۰۵، الهام علی‌اف، رئیس‌جمهوری آذربایجان با حکمی «علی انسانف» وزیر بهداشت وقت این کشور را برکنار کرد. بعد اوقتای شیرعلی‌اف جایگزین وی گردید. از آن تا کنون مسئولیت این وزارتخانه را به عهده دارد.